# Douville-sur-Andelle
Douville-sur-Andelle ist eine französische Gemeinde mit 414 Einwohnern (Stand: 1. Januar 2022) im Département Eure in der Region Normandie (vor 2016 Haute-Normandie). Sie gehört zum Arrondissement Les Andelys und zum Kanton Romilly-sur-Andelle. Die Einwohner werden Douvillois genannt.

## Geographie
Douville-sur-Andelle liegt etwa 30 Kilometer südöstlich von Rouen. Umgeben wird Douville-sur-Andelle von den Nachbargemeinden Pont-Saint-Pierre im Westen und Norden, Radepont im Nordosten und Osten, Amfreville-les-Champs im Süden sowie Flipou im Südwesten.

## Bevölkerungsentwicklung
| Jahr                       | 1962 | 1968 | 1975 | 1982 | 1990 | 1999 | 2006 | 2019 |
| Einwohner                  | 452  | 426  | 377  | 390  | 355  | 305  | 395  | 452  |
| Quellen: Cassini und INSEE |      |      |      |      |      |      |      |      |

## Sehenswürdigkeiten
- Kirche Notre-Dame-de-l’Assomption, 1853 bis 1861 errichtet
- Reste der alten Kirche Notre-Dame
- Reste der alten Festung
- Mühle von Bacqueville aus dem 15. Jahrhundert

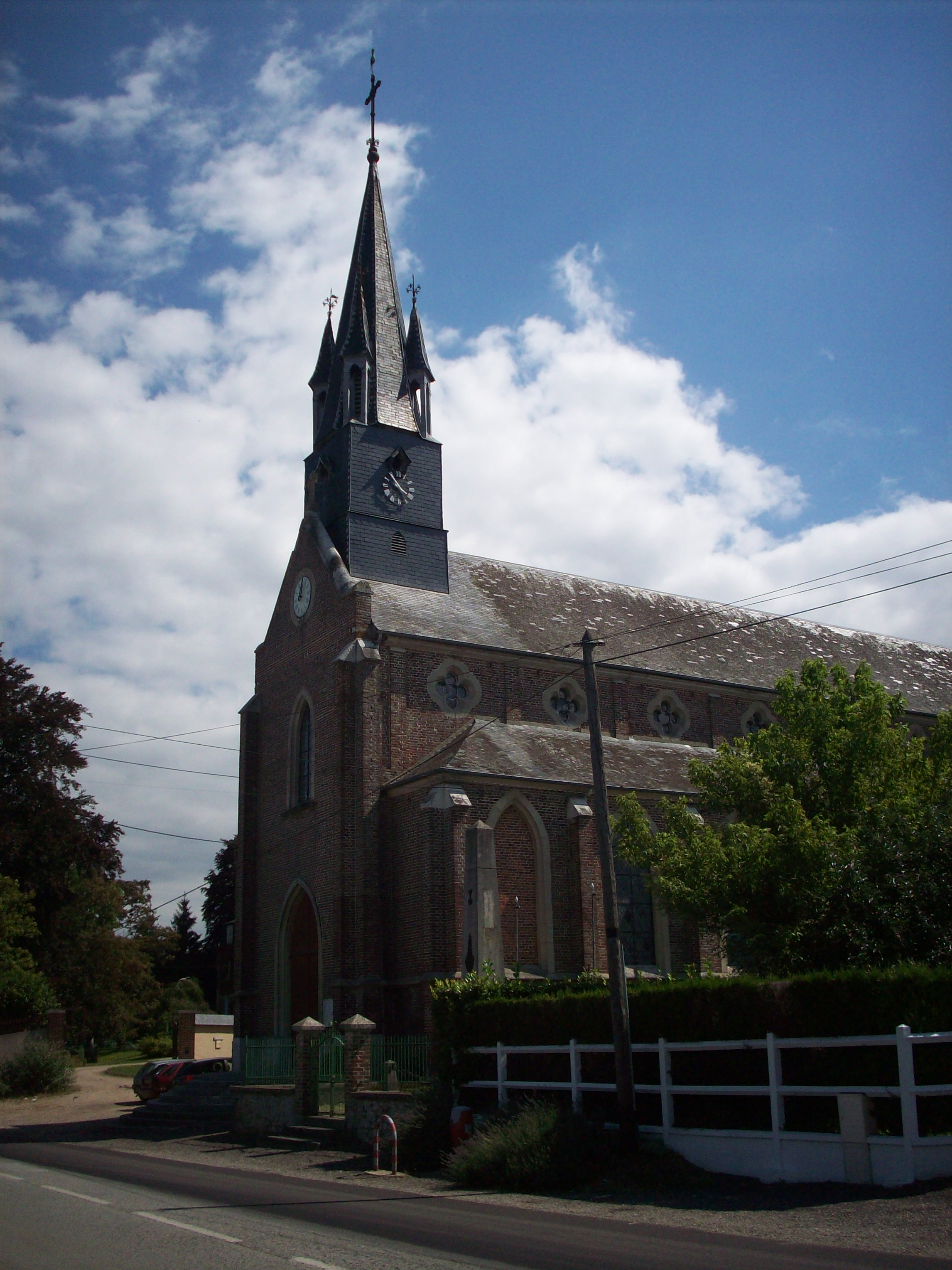
Kirche Notre-Dame-de-l’Assomption
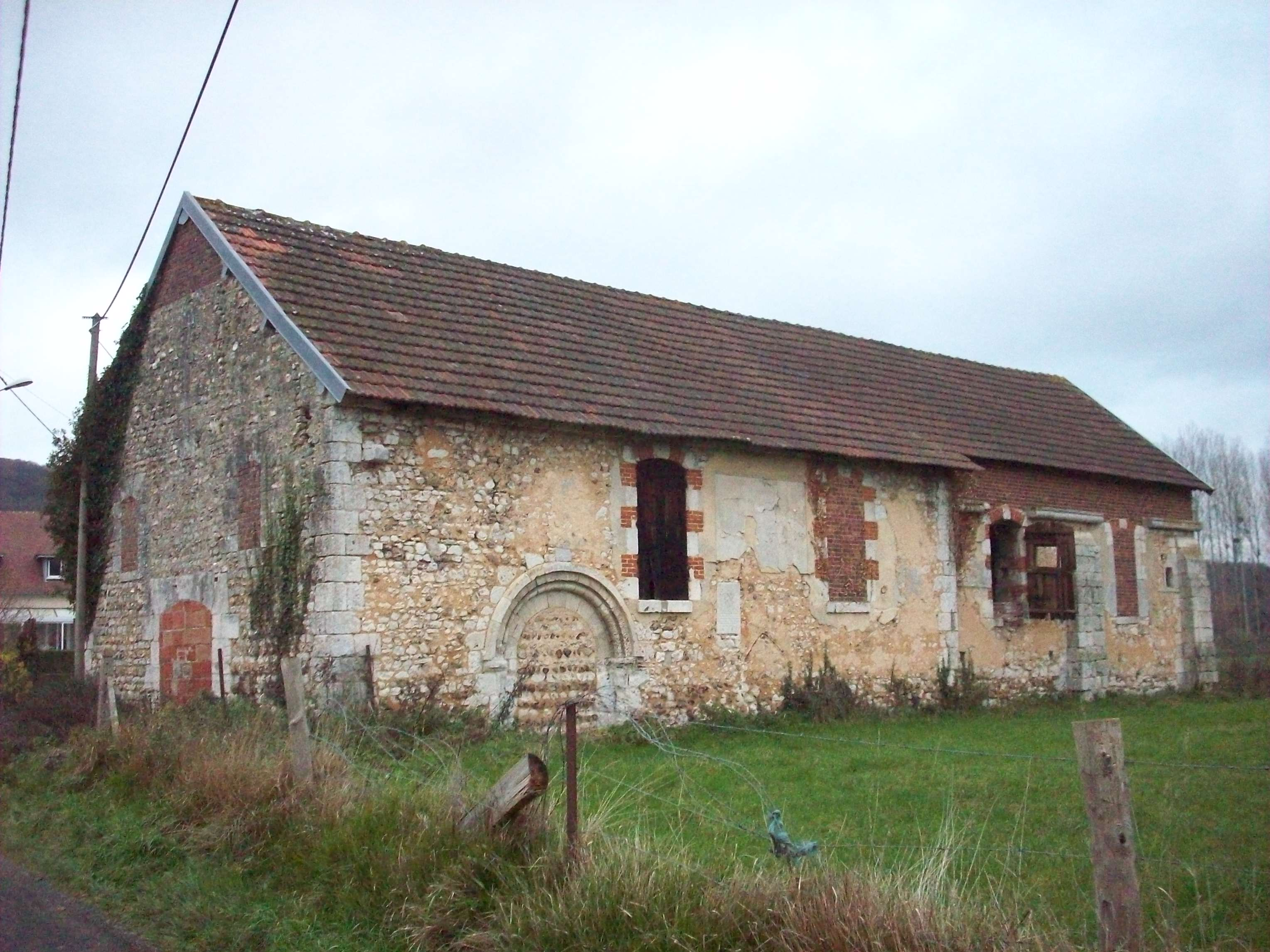
Alte Kirche Notre-Dame
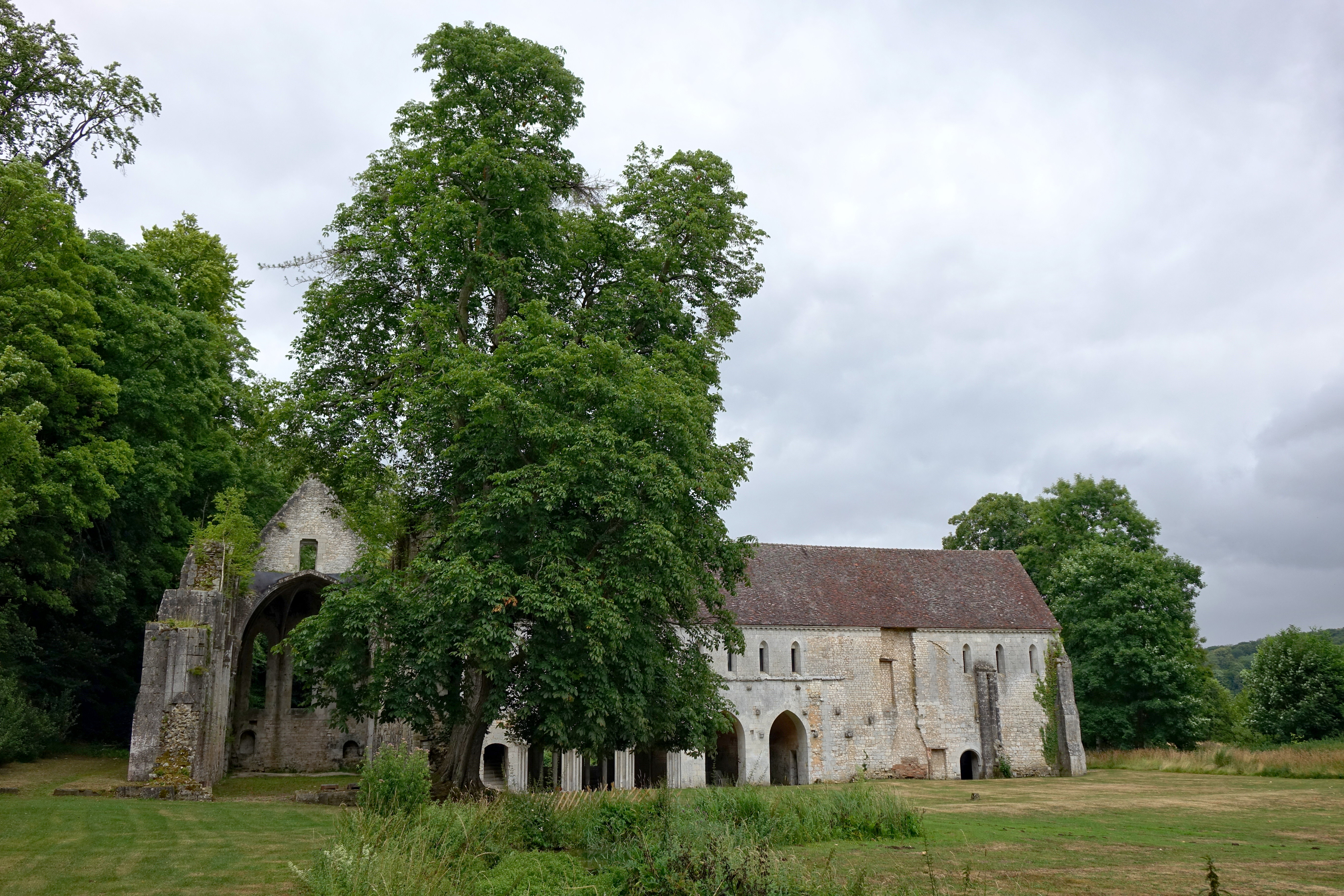
Ehemalige Abtei Notre-Dame de Fontaine-Guérard

## Persönlichkeiten
- Léon-Adolphe Amette (1850–1920), Bischof von Bayeux-Lisieux (1898–1906), Erzbischof von Paris (1908–1920), Kardinal